# José Lewgoy
José Lewgoy fue un actor brasileño (Veranópolis, 16 de noviembre de 1920 - Río de Janeiro, 10 de febrero de 2003). Desde 1940, actuó en más de cien películas, entre ellas Fitzcarraldo junto con el actor alemán Klaus Kinski y estudió en la Universidad de Yale. En 1986, participó en la película del director colombiano Carlos Mayolo, La mansión de Araucaíma, con el papel de Graciliano "Don Graci". La cinta está basada en un relato homónimo del escritor Álvaro Mutis, premio Cervantes en 2001.
- Datos: Q496241
- Multimedia: José Lewgoy / Q496241